# Ypthima complexiva
Ypthima complexiva är en fjärilsart som beskrevs av Swinhoe 1886. Ypthima complexiva ingår i släktet Ypthima och familjen praktfjärilar. Inga underarter finns listade i Catalogue of Life.